# Norderwöhrden
Norderwöhrden est une commune allemande du Schleswig-Holstein, située dans l'arrondissement de Dithmarse (Kreis Dithmarschen), à cinq kilomètres à l'ouest de la ville de Heide. Norderwöhrden fait partie de l'Amt Heider Umland (« Heide-campagne ») qui regroupe onze communes autour de Heide.